# LoliRock
A LoliRock 2014 és 2017 között futott francia televíziós 2D-s számítógépes animációs fantasy sorozat, amelyet David Michel és Jean-Louis Vandestoc alkotott. Franciaországban 2014. október 18-án mutatta be a France 3 a Ludo műsorblokkban, de a Disney Channel is vetítette. Magyarországon 2015. május 11-én mutatta be a Disney Channel, az első évadot. 2025-ben a Kölyökklub csatorna is műsorra tűzte a sorozatot, új szinkronnal.
2023-ban Jean-Louis Vandestoc bejelentette az Instagramon a LoliRock 3. évadát. Megjelenési dátuma egyelőre ismeretlen, bár Vandestoc megemlítette, hogy "legalább két év", mire sugárzásba kerülhet, vagyis legkorábban 2025-ben fog megjelenni.

## Ismertető
A Naposöbölben élő Iris egy tehetséges popsztár, ám életében nagy változások következnek be, amikor a földre érkezik két hercegnő egy mágikus világból, Talia és Auriana, akik Ephedia hercegnőjét keresik. Mikor Irist megtámadja  Mephisto és Praxina, akik a gonosz Gramorrt szolgálják, megmutatkoznak képességei, ekkor Talia és Auriana a segítségére sietnek. Miután véget ér a harc, a lányok elmagyarázzák neki, kicsoda is valójában. Mivel Iris Ephedia rég elveszett hercegnője csak ő segíthet megmenteni mágikus világukat, és megakadályozni, hogy a Föld veszélybe kerüljön. Hogy ezt megtehessék, valamennyi jóskövet össze kell gyűjteniük az uralkodói koronához, melyek csakis jótettek árán érdemelhetőek ki. Így Talia és Auriana csatlakozik Irishez, megalapítják popbandájukat, a LoliRock-ot, énekelnek és megvédik a világukat, ám sok nehézséggel kell szembenézniük.

## Szinkronhangok
| Szereplő                                                                    | Francia hang        | Angol hang          | Magyar hang                                                  | Magyar hang |
| Szereplő                                                                    | Francia hang        | Angol hang          | Disney Channel                                               | Kölyökklub  |
| --------------------------------------------------------------------------- | ------------------- | ------------------- | ------------------------------------------------------------ | ----------- |
| Iris                                                                        | Lisa Caruso         | Kazumi Evans        | Mahó Andrea                                                  |             |
| Talia                                                                       | Kelly Marot         | Ashleigh Ball       | Lamboni Anna                                                 |             |
| Auriana                                                                     | Léopoldine Serre    | Tabitha St. Germain | Laudon Andrea                                                |             |
| Gramorr                                                                     | Gilles Morvan       | Mackenzie Gray      | Zámbori Soma Juhász Zoltán (10-11. 14. 20. és 24. rész)      |             |
| Mephisto                                                                    | Nessym Guetat       | Vincent Tong        | Moser Károly                                                 |             |
| Praxina                                                                     | Karine Foviau       | Kelly Sheridan      | Nemes Takách Kata                                            |             |
| Nathaniel                                                                   | Hugo Brunswick      | Matt Ellis          | Baráth István                                                |             |
| francia és angol név: Doug magyar név: Danny                                | Julian Crampon      | James Kirk          | Szabó Máté                                                   |             |
| francia név: Suzy Robins angol név: Missy Robins magyar név: Christy Robins | Audrey Sablé        | Ashleigh Ball       | Laurinyecz Réka (2. rész) Sipos Eszter Anna (8. és 21. rész) |             |
| Ellen néni                                                                  | Magali Rosenzweig   | Tabitha St. Germain | Ősi Ildikó                                                   |             |
| Carissa                                                                     | Fanny Bloc          | Tabitha St. Germain | Solecki Janka                                                |             |
| Lyna                                                                        | Marie Nonnenmacher  | Kelly Sheridan      | Csifó Dorina                                                 |             |
| Izira                                                                       | Jessica Monceau     | Chiara Zanni        | Czető Zsanett                                                |             |
| Lev                                                                         | Yoann Bellot Sover  | Sam Vincent         | Czető Roland                                                 |             |
| Matt                                                                        | Alexadre Nguyen     | Adrian Petriw       | Markovics Tamás                                              |             |
| Kyle                                                                        | Oliver Martret      | Alessandro Juliani  | Czető Roland                                                 |             |
| Joanna                                                                      | Fily Keita          | Erin Mathews        | Csifó Dorina                                                 |             |
| Clara                                                                       | Emmylou Homs        | Natasha Calis       | Dögei Éva                                                    |             |
| Charlie                                                                     | Julian Crampon      | Brad Swalie         | Gacsal Ádám                                                  |             |
| francia név: Mina angol és magyar név: Gina                                 | Claire Bouanich     | Shannon Chan-Kent   | Győrfi Laura                                                 |             |
| francia név: Lily Bauman angol és magyar név: Lily Bowman                   | Emmylow Homs        | Diana Kaarina       | Berkes Boglárka                                              |             |
| francia név: Timothé angol és magyar név: Timothy                           | Thomas Sagols       | Vincent Tong        | Borbíró András                                               |             |
| francia név: Jerome angol és magyar név: Stanley                            | Nessym Guetat       | Terry Klassen       | Katona Zoltán                                                |             |
| francia név: Mme Legois angol és magyar név: Mrs. Tweed                     | Magali Rosenzweig   | Tabitha St. Germain | Pap Katalin                                                  |             |
| Rose                                                                        | Marie Nonnenmmacher | Kelly Sheridan      | Koller Virág                                                 |             |
| Belina                                                                      | Claire Bouanich     | Ashleigh Ball       | Boldog Emese                                                 |             |
| Olivia                                                                      | Emilou Homs         | Tabitha St. Germain |                                                              |             |
| Rebecca                                                                     | Elisabeth Ventura   | Kelly Sheridan      | Nagy Blanka                                                  |             |
| Carlos                                                                      | Yoann Bellot Sover  | David Kaye          | Joó Gábor                                                    |             |
| francia és angol név: Daisy magyar név: Marga                               | Claire Quilichini   | Claire Corlett      | Hermann Lilla                                                |             |
| francia és angol név: Zach Brady magyar név: Zeno Brady                     | Gauthier Battoue    | Andrew Francis      | Molnár Levente                                               |             |
| Dan                                                                         | Alexandre Nguyen    | Jesse Moss          | Szabó Máté                                                   |             |
| francia név: Rémy angol név: Reilly magyar név: Richie                      | Elodie Menant       | Gordon Grice        | Császár András                                               |             |
| francia név: Eric angol név: Nick magyar név: Mikey                         | Alexandre Nguyen    | James Higuchi       | Joó Gábor                                                    |             |
| Lisa                                                                        | Audrey Sablé        | Ashleigh Ball       | Szabó Zselyke                                                |             |
| Ella                                                                        | Audrey Sablé        | Erika-Shaye Gair    | Csifó Dorina                                                 |             |
| Deinos                                                                      | Emmanuel Garijo     | Sam Vincent         | Baradlay Viktor                                              |             |
| francia név: Zainos angol és magyar név: Kakos                              | Emmanuel Garijo     | Sam Vincent         | Gacsal Ádám                                                  |             |
| Ephedia királynője                                                          | Fily Keita          | Kelly Sheridan      | Sallai Nóra                                                  |             |
| francia név: Morgane angol név: Morgaine magyar név: Morgana                | Juliette Degenne    | Tabitha St. Germain | Farkasinszky Edit                                            |             |

## Magyar változat[9]

### Disney Channel szinkron
A szinkront az SDI Media Hungary készítette.
- Felolvasó: Endrédi Máté
- Szinkronrendező: Faragó József
- Magyar szöveg: Sipos-Lánc Brigitta
- Hangmérnök: Böhm Gergely
- Vágó: Pillipár Éva
- Gyártásvezető: Németh Piroska
- Produkciós vezető: Máhr Rita
- További magyar hangok: Berkes Bence, Kassai Ilona, Péter Richárd, Sörös Miklós, Straub Martin, Szokol Péter, Szokolay Ottó

## Szereplők

### Főszereplők
- Iris: Egy 15 éves lány, aki Naposöbölben él. Szőke, szeplős, kék szemű. Szeret kertészkedni és énekelni. Talia és Auriana legjobb barátja. Ephedia hercegnője. Kedves. Szereti a rózsaszínt, szimbóluma a szív. Popénekes. Szerelmes Nathanielbe és Nat is belé.
- Talia: Xeris hercegnője, 16 éves. Barna haja és mézszínű szeme van. Nagyon intelligens és komoly. Ügyes mágiából – a legnehezebb varázslatokat is kisujjból rázza ki. Talia  hazáját kiskorában Gramor porig rombolta . Szereti a kéket, szimbóluma a gyémánt. Szintetizátoron játszik és énekel. Legjobb barátai Auriana és Iris. Kyle szerelmes belé és Talia is a fiúba.
- Auriana: Volta hercegnője. 15 éves, vörös hajú és zöld szemű. Életteli és vidám. Nagyon érdeklik a fiúk. Ő adta az ötletet a bandához, és ő találta ki a nevét. Kedvenc színe a narancssárga, szimbóluma a félhold. Tamburázik és énekel. Legjobb barátja Talia és Iris. Mattel jár.
- Amaru: Egy macskaszerű, mágikus képességekkel rendelkező, hím kabala-háziállat.

### Gonoszok
- Gramorr: A főgonosz, Ephedia uralkodója. A korona kell neki, hogy teljes mértékben uralkodhasson. A LoliRock harcol ellene.
- Mephisto: Gramorr szolgája, Praxina ikertestvére. Szeret vitatkozni. Kedvenc színe a zöld.
- Praxina: Gramorr szolgája, Mephisto ikertestvére. Szeret vitatkozni és giccses. Kedvenc színe a piros.

### Mellékszereplők
- Nathaniel: Kedves, figyelmes. Szeret kertészkedni. Szereti, ha Natnek szólítják. Szerelmes Irisbe.
- Danny: Egy LoliRock rajongó, aki blogozik.
- Matt: Egy fiú a mágikus dimenzióból. Sokat tud a dinoszauruszokról. Nem túl okos, kétbalkezes. Aurianával jár.
- Kyle: Egy új fiú Napos öbölben. Erős és kedves. Szerelmes Taliába és a lány is belé.
- Ellen néni: Egy kedves öreg nő. Szeret kertészkedni. Ő viseli gondját Irisnek.
- Charlie Egy varázslat hatására rövid időre beleszeretett Irisbe, végül visszatalált Ginához.
- Gina: Charlie barátnője.
- Joanna: A kórus vezetője.
- Vész (Angolul:Banes): Egy piros tigris, Gramorr kis kedvence.
- Christy Robins: Iris ellenfele a Virágversenyben.
- Lily Bowman: Híres tiniénekes a sorozatban.
- Rebecca: Egyetemi hallgató, geofizikát tanul.
- Carlos: Divattervező srác.
- Mikey: Nathaniel unokatestvére.
- Zeno Brady: Iris egy barátja, aki zenélni szeretne, de a szülei ellenzik ezt.
- Lev: Egy tolvaj Ephedián, akit Gramorr bezáratott. Segített megszökni Irisnek Gramorr fogságából, ám végül kiderült, hogy Gramorrnak dolgozik.
- Deinos: Kakos ikertestvére. Gramorr lecserélte Mephistót és Praxinát rájuk az egyik részben.
- Kakos: Deinos ikertestvére. Gramorr lecserélte Mephistót és Praxinát rájuk az egyik részben.
- Lyna: Borealis hercegnője.
- Carissa: Calix hercegnője.
- Izira: Talia nővére. Sokáig úgy tűnt, Gramorr végzett vele, ám később kiderült, hogy még életben van.
- Ephedia királynője: Iris anyja, Ephedia volt királynője.
- Morgana: Egy erőteljes boszorkány, aki magányos transzdimenzionális meditációt folytat, amit csak tízévente szakít meg, rövid ideig.

## Epizódok
| Évad | Évad | Epizódok | Eredeti sugárzás                                       | Eredeti sugárzás                                      | Magyar sugárzás | Magyar sugárzás   | Magyar sugárzás | Magyar sugárzás |
| Évad | Évad | Epizódok | Eredeti sugárzás                                       | Eredeti sugárzás                                      | Disney Channel  | Disney Channel    | Kölyökklub      | Kölyökklub      |
| Évad | Évad | Epizódok | Évadpremier                                            | Évadfinálé                                            | Évadpremier     | Évadfinálé        | Évadpremier     | Évadfinálé      |
| ---- | ---- | -------- | ------------------------------------------------------ | ----------------------------------------------------- | --------------- | ----------------- | --------------- | --------------- |
|      | 1    | 26       | 2014. október 18.                                      | 2016. április 29.                                     | 2015. május 11. | 2016. március 15. |                 |                 |
|      | 2    | 26       | 2017. január 5. (Netflix) 2017. február 13. (France 4) | 2017. január 5. (Netflix) 2017. március 2. (France 4) | TBA             | TBA               |                 |                 |